# John Williamson
Pour les articles homonymes, voir John Williamson (homonymie) et Williamson.
John Williamson, né le 7 juin 1937 à Hereford, en Angleterre et mort le 11 avril 2021 à Chevy Chase (Maryland), est un économiste britannique. Il est à l'origine du terme Consensus de Washington – mais aussi un critique de la libéralisation des capitaux.
Il a développé dans les années 1980 le concept de taux de change d'équilibre, qui doit coïncider avec la croissance potentielle du pays, et permettre à celui-ci un déficit soutenable.
Le problème est de savoir ce que signifie un déficit soutenable, et comment déterminer la croissance potentielle.

## Publications
- Delivering on Debt Relief: From IMF Gold to a New Aid Architecture (2002)
- Exchange Rate Regimes for Emerging Markets: Reviving the Intermediate Option (2000)
- The Crawling Band as an Exchange Rate Regime (1996)
- What Role for Currency Boards? (1995)
- Estimating Equilibrium Exchange Rates (1994)
- The Political Economy of Policy Reform (1993)
- Economic Consequences of Soviet Disintegration (1993)
- Trade and Payments After Soviet Disintegration (1992)
- From Soviet Disunion to Eastern Economic Community? with Oleh Havrylyshyn (1991)
- Currency Convertibility in Eastern Europe (1991)
- Latin American Adjustment: How Much Has Happened? (1990)
- Targets and Indicators: A Blueprint for the International Coordination of Economic Policy with Marcus Miller (1987)